# Nethinius gracilior
Nethinius gracilior är en skalbaggsart som beskrevs av Leon Fairmaire 1901. Nethinius gracilior ingår i släktet Nethinius och familjen långhorningar.
Artens utbredningsområde är Madagaskar. Inga underarter finns listade i Catalogue of Life.